# 可选类型
在编程语言（尤其是函数式编程语言）和类型论中，可选类型（英語：Option Type）是一种表示可选值的多态类型，也称作可能类型（英語：Maybe Type）。例如，函数可以使用可选类型的返回值，表示执行该函数后可能返回有意义的值，也可能不返回。
可选类型的构造函数通常有两种形式：一种形式不包含任何参数，表示空（常记作 None 或者 Nothing）；另一种形式包含原始数据类型 A（常记作 Just A 或者 Some A）。
面向对象编程领域可空类型的概念（常记作 A?）与可选类型类似，但并不完全相同，两者之间的主要区别在于可选类型不支持嵌套（Maybe(Maybe A) ≠ Maybe A），而可空类型支持（String?? = String?）。